# Joinville (Haute-Marne)
Joinville je francouzská obec v departementu Haute-Marne v regionu Grand Est. V roce 2012 zde žilo 3 486 obyvatel. Je centrem kantonu Joinville.

## Poloha obce
Obec leží na řece Marne. Sousední obce jsou: Ferrière-et-Lafolie, Fronville, Chatonrupt-Sommermont, Mathons, Nomécourt, Rupt, Saint-Urbain-Maconcourt, Suzannecourt, Thonnance-lès-Joinville a Vecqueville.

## Vývoj počtu obyvatel
Počet obyvatel